# Sabine Lisicki
Sabine Lisicki, född 22 september 1989 i Troisdorf i Tyskland, är en tysk högerhänt professionell tennisspelare.

## Titlar påWTA-touren

### Singel (1)
| Teckenförklaring      |
| Grand Slam (0)        |
| WTA Championships (0) |
| Premier (1)           |
| International (0)     |

| Titlar efter underlag |
| Hardcourt (0)         |
| Gräs (0)              |
| Grus (1)              |
| Matta (0)             |

| Nr | Datum         | Turnering       | Underlag | Finalmotståndare   | Resultat |
| -- | ------------- | --------------- | -------- | ------------------ | -------- |
| 1. | 19 april 2009 | Charleston, USA | Grus     | Caroline Wozniacki | 6–2, 6–4 |